# تلوث الأرض
تلوث الأرض أو التلوث البيئي هو إدخال عوامل أو مواد جديدة لِلبيئَةِ غير مُميِّزَة لعوامِلِها الفيزيائية والكيميائية والبيولوجية، أو زيادة مستواها الطبيعي بشكل غير طبيعي؛ فيحدث هذا إمّا لأسبابٍ غيرِ طبيعيةٍ (الإنسان) أو لأسبابٍ طبيعيةٍ.
وللتلوث عدة أنواع منها تلوث التربة والتلوث الجوي والتلوث البحري عادة ما يكون التلوث البيئي على شكل مواد ضارة تهاجم الهواء والماء والتربة ومن الممكن أن يكون أيضاً على شكل موجات، تؤذي آذاننا (تلوث سمعي أو ضوضائي) وعيوننا (تلوث بصري).

## الأسباب غير الطبيعية
بعض الاعمال التي يقوم بها الانسان قد تؤثر سلباً على الطبيعة مِثل: 
1. القطع الجائِر للأَشجار (السبب الرئيسي في نقصان نسبة الأكسجين الجوّي).
2. مخلّفات المَصانع والوَقود الأحفوري (وحرقه هو سبب في نقص الأكسجين في الغلاف الجوي كذلك).
3. مكباتُ القُمامةِ وما تُسبّبه من تلوثٍ للمِياهِ الجوفيةِ مِن خلالِ تسرُّبِ بعض المواد السامة لباطنِ الأرضِ، هذا بالإضافةِ إلى انبعاث الغازاتِ كَثاني أكسيد الكَربون، والميثانِ من النفايات العُضويةِ مما يُؤَدي إلى الاحتباسِ الحراريِّ.
4. التلوث الإشعاعي من خلال الأعمال الإشعاعية مثل القنابل النووية ومحطات توليد الكهرباء بالطاقة النووية.
5. التوسع العمراني وما ينتجُ عنه من تناقصِ وانحسارِ المساحاتِ الخضراءِ وتسوية الغابات (وكذلك الزراعة تفعل نفس الشيء في الغابات والحيوانات المتواجدة بها).

## الأسباب الطبيعية
- البراكين.
- الفيضانات.
- حرائِقُ الغابات.